# Chersonesometrus wroughtoni
Espèce
Synonymes
- Palamnaeus wroughtoni Pocock, 1899
- Heterometrus wroughtoni (Pocock, 1899)

Chersonesometrus wroughtoni est une espèce de scorpions de la famille des Scorpionidae.

## Distribution
Cette espèce est endémique d'Inde. Elle se rencontre au Karnataka et au Maharashtra.

## Description
L'holotype mesure 100 mm.
Chersonesometrus wroughtoni mesure de 95 à 130 mm.

## Systématique et taxinomie
Cette espèce a été décrite sous le protonyme Palamnaeus wroughtoni par Pocock en 1899. Elle est placée dans le genre Heterometrus par Takashima en 1945 puis dans le genre Chersonesometrus par Prendini et Loria en 2020.

## Étymologie
Cette espèce est nommée en l'honneur de Robert Charles Wroughton.

## Publication originale
- Pocock, 1899 : Diagnoses of some new Indian Arachnida. Journal of the Bombay Natural History Society, vol. 12, p. 744-753 (texte intégral).